# La notte prima della notte di Natale
La notte prima della notte di Natale (The Night Before the Night Before Christmas) è un film televisivo diretto da James Orr.

## Trama
Babbo Natale inizia i suoi doveri per il Natale con un giorno di anticipo, ma si schianta contro la casa della famiglia Fox perdendo il sacco con i regali. La famiglia, dove non si avverte più da tempo il vero spirito del Natale, si trova costretta a mettere da parte i propri problemi per aiutare Babbo Natale.